# 劉任
劉任（1552年—？），字體仁，號弘所，河南汝寧府光州商城縣人，民籍，明朝政治人物。

## 生平
隆庆四年（1567年）庚午科河南鄉試第三十四名，萬曆八年（1580年）庚辰科會試第二百六十二名，登三甲第四名進士。工部觀政，本年授中书舍人，十三年升户部员外郎，本年升密云管粮郎中，十七年升莱州知府，二十一年升湖广副使，二十二年宫籍听勘。二十七年补山西副使，二十九年五月调陕西，三十一年十一月升靖边道右参政兼佥事，三十三年正月考察致仕。

## 家族
曾祖劉本；祖父劉凰，曾任儒官；父劉季陽。母張氏。